# Groupe de Résistance d'Ernée
Le Groupe de Résistance d'Ernée-Chailland, fut créé en juin 1942 par Pierre Le Donné et René Justin. Ce réseau fait partie de Libération-Nord avec un PC à Saint-Pierre-des-Landes, puis Montenay en Mayenne

## Histoire

### Création

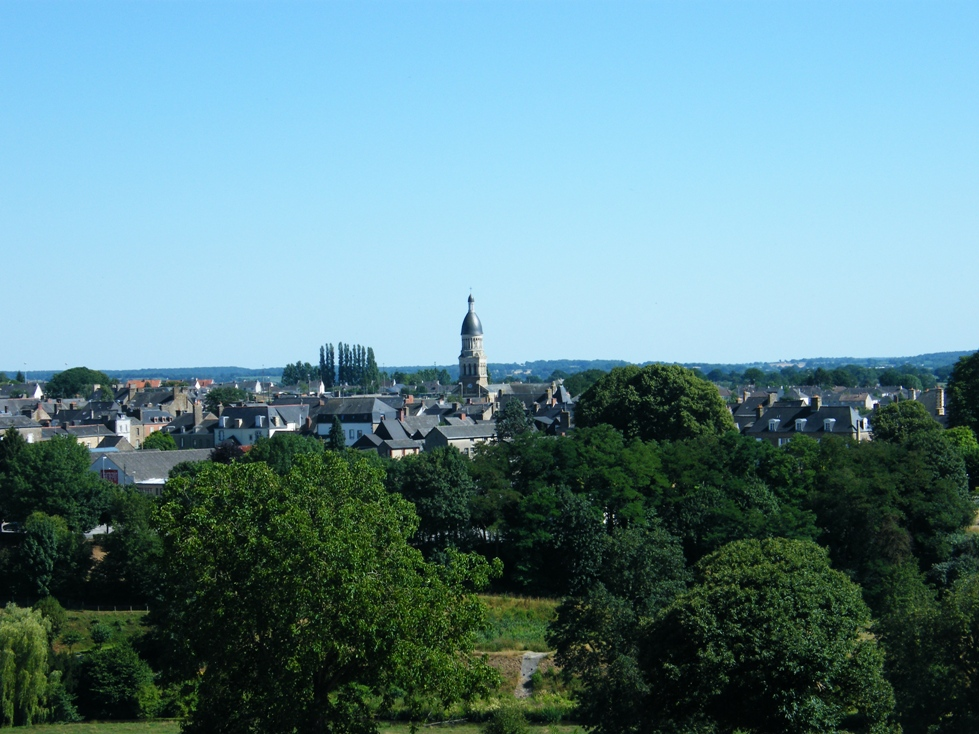
Vue d'Ernée

À partir de juin 1942, un mouvement de résistance se manifeste à Ernée. Pierre Le Donné est le premier Chef et cofondateur de Groupe de Résistants d'Ernée. Son adjoint est Georges Delhommel, alors employé aux Eaux et Forêt. Il se rattache au Mouvement Libération-Nord en lien avec Francis Le Basser à Laval. 
Le mouvement contribue tout d'abord aux prisonniers français, et à l'évasion de prisonniers nord-africains au camp de Vautorte. En 1943, le recrutement du groupe s'élargit avec l'instauration du service du travail obligatoire (STO), par exemple avec les frères Boudot, venant de la région parisienne. 
Le quartier général se situe alors chez Michel Rousseau, qui cachera beaucoup de monde dans sa ferme du Domaine près de Saint-Pierre-des-Landes, à proximité d'Ernée.

### Réseau d'action
Un besoin d'organisation se fait sentir et en relation avec les responsables du mouvement Libération-Nord de Laval, au début de février 1944, le Groupe de Résistance d'Ernée se met à l’œuvre pour une politique de sabotage en prévision du Débarquement de Normandie. L'objectif du groupe est la recherche de renseignements, le sabotage des voies de communication (routes, voies ferrées), du réseau téléphonique (Justin est chef du groupe de sabotages téléphoniques).

### Chute du réseau et Maquis de Larchamp
À la suite de l'arrestation du groupe de Francis Le Basser à Laval, la femme de Pierre Le Donné prend des contacts avec le Groupe Francs tireurs et partisans (FTP) de commandant Louis Pétri, dit Loulou-Tanguy, en Ille-et-Vilaine. Le sort de cette initiative va se révéler par la suite désastreux. Après plusieurs tentatives, des membres du groupe d'Ernée se joignent au Maquis FTP de Fougères. En mai 1944, Louis Bellis de Fougères forme deux sections, une section dont il prend la tête et une dirigée par René Bourcier. 
Début juin 1944, à la suite de deux opérations d’aide au Débarquement qui amorce la bataille de Normandie, c'est l’hécatombe pour une partie du Groupe de Résistance d’Ernée :
- Le 4 juin 1944 au soir, l’équipe de Louis Bellis s’empare d’une voiture de la Kommandatur dans un garage de Fougères, est surprise par une patrouille allemande[7]. Louis Bellis, Marcel Boulanger, André Lambert, Michel Hugnet, Roger Launay sont faits prisonniers et emmené à la prison de Rennes. Ils sont fusillés le 23 juin 1944 à La Maltière.
- René Bourcier est le chef d'un groupe composé de quelques éléments au Maquis de la Forêt-Noire[8], à Larchamp, qui partent rejoindre le maquis de Fougères, sous l'autorité de Louis Pétri[9], Bourcier lors de l'attaque du maquis le 4 juin se portant devant la milice pour protéger ses camarades est tabassé par les miliciens avant d'être abattu après le combat.  Georges Delhommel, Paul Busson[10] et deux membres de Fougères (Francis Guen et Germain Dutertre ) sont faits prisonniers à la suite d'un court combat. Seuls, René Tartarin et Michel[11] peuvent s'échapper.
- Plusieurs membres sont arrêtés, torturés et certains fusillés, par les Allemands et la Milice de Rennes.

### Maquis de la Chatterie
Il faut se cacher. On craint le démantèlement du réseau. Heureusement, leurs camarades ne parleront pas.
René Justin prend alors l'initiative à la tête du reste du Groupe actif. Le Q.G. de la Résistance se déplace à la Chatterie à  Montenay, où se réunissent les membres qui préparent leurs actions de l'été 1944. Germaine Justin-Bernard assure le ravitaillement du Groupe. C'est elle qui habille les Résistants qui en ont besoin, qui coud les brassards et fanions FFI pour la Libération d'Ernée…
C'est donc de la Chatterie que part le groupe de 8 maquisards dirigés par René Justin : il y a Robert Boudot et Jean Jourdain. Après un entretien téléphonique le soir du 3 août avec le capitaine Burns, ils sont appelés à confirmer des renseignements aux Alliés.
Au moment de la Percée d'Avranches, le groupe part le 4 août 1944 au matin. Suivant le cours de l'Ernée, ils rencontrent au Pont Betton du Petit-Val des Allemands qui attendent les Américains. Ils sont sauvés de la fusillade et la capture par Joseph Lesaulnier. Aidé des frères Boudot, Jean Jourdain réussit à joindre les avant-postes américains à Landivy,, où il est soigné. 
René Justin et Henri Hunault sont conduits près du Q.G. du Général Weaver, il évite l'anéantissement de la ville d'Ernée d'un bombardement américain pourtant prévu pour le 5 août. Grâce aux résistants, les Alliés purent prendre Ernée et Mayenne dès le 5 août, accélérant le cours de la bataille de Normandie.
Justin dirige ensuite, l'Armée Patton de Saint-Hilaire-du-Harcouët à Mayenne en août 1944, dans l'amorce de l'encerclement de la Poche de Falaise. Il participe comme agent de l'Intelligence Service lors de la bataille d'Aron (5 au 12 août 1944).
Een 2003, une plaque commémorative est dévoilée par Germaine Justin-Bernard au Monument du Petit-Val de Larchamp, qui honore les martyrs de la Résistance Ernéenne, et celle des GIs américains morts lors des combats de la Libération.

## Sources
- Carnet du Maine Libre N°6